# Eigentlicher Bärenkuskus

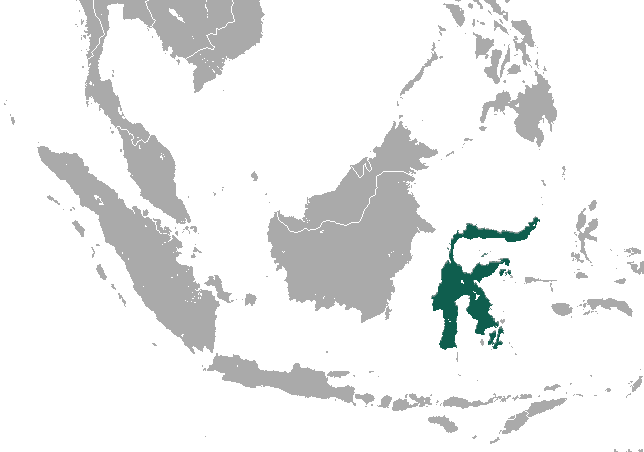
Verbreitungsgebiet des Eigentlichen Bärenkuskus

Der Eigentliche Bärenkuskus (Ailurops ursinus) ist ein Beuteltier in der Familie der Kletterbeutler, das auf Sulawesi vorkommt. Der Gesamtbestand wird in vier Unterarten aufgeteilt, die möglicherweise eigenständige Arten darstellen.

## Merkmale
Mit einer maximalen Kopf-Rumpf-Länge von 61 cm, einer Schwanzlänge bis zu 58 cm sowie einem Gewicht von 7 bis 10 kg zählt die Art zu den größeren Kletterbeutlern. Die Fellfarbe der Oberseite variiert zwischen schwarz, grau und braun, während die Unterseite, die Unterarme und die Schienbeine von hellerem Fell bedeckt sind. Das Fell besteht laut einer Quelle aus einer kurzen Unterwolle und langen harschen Deckhaaren. Laut einer anderen Beschreibung ist es dicht und weich. Mit seinem am Ende nackten Greifschwanz kann sich der Eigentliche Bärenkuskus sehr gut im Geäst der Bäume bewegen. Zusätzlich besitzt er zwei opponierbare Finger an den Pfoten (Daumen und Zeigefinger) sowie einen opponierbaren großen Zeh. Alle Finger und Zehen sind mit scharfen, spitzen Krallen versehen. Der Kopf ist durch einen abgeflachten Schädel, eine kurze Schnauze und kleine runde Ohren gekennzeichnet, womit die Art einem Bären ähnelt, was sich im deutschen Namen widerspiegelt. Wie bei allen Kletterbeutlern kommt bei Weibchen ein gut entwickelter Beutel (Marsupium) vor, der die saugenden Jungtiere schützt.

## Verbreitung
Die Art lebt endemisch auf der indonesischen Insel Sulawesi sowie auf kleineren zugehörigen Inseln. Sie hält sich im Flachland und im Hügelland bis 600 Meter Höhe auf. Als Habitat dienen vorwiegend ursprüngliche feuchte Tropenwälder. Gelegentlich besucht der Eigentliche Bärenkuskus Plantagen oder Gärten.

## Lebensweise
Die Individuen leben meist in kleineren Gruppen mit drei oder vier Mitgliedern. Sie klettern langsam in Bäumen und Büschen, ohne zu springen. Der Eigentliche Bärenkuskus ist nicht auf eine bestimmte Tageszeit spezialisiert. Er kann bei Tageslicht oder nachts aktiv sein. Allerdings verbringt er die meiste Zeit mit Ruhepausen. Da im Verbreitungsgebiet reife Blätter, z. B. von Ylang-Ylang (Cananga odorata) oder von Guttaperchabäumen,  das meiste Protein liefern, werden diese als Nahrung bevorzugt. Weiterhin frisst dieses Beuteltier junge Triebe, Blumen und unreife Früchte.
Bei Weibchen kommen jährlich bis zu zwei Würfe vor, mit jeweils einem Jungtier. Wie bei anderen Beuteltieren ist der Nachwuchs bei Geburt unterentwickelt. Die Mutter passt die Zusammensetzung der Milch dem Entwicklungsstand des Jungtieres an. Die Milch ist anfänglich reich an Kohlenhydraten und später nimmt der Fettanteil zu, was zu einer schnellen Entwicklung des Nachwuchses führt. Weibliche Jungtiere können so kurz nach Ende der Säugeperiode geschlechtsreif werden.

## Status
Der Eigentliche Bärenkuskus ist durch Waldrodungen als Grundlage für neue Landwirtschaftsflächen bedroht. Zusätzlich wird er wegen seines Fleisches gejagt oder gezielt als Haustier eingefangen. Im Verbreitungsgebiet gibt es drei Nationalparke und verschiedene Naturreservate. Indonesien hat die Art per Gesetz unter Schutz gestellt. Die IUCN schätzt, dass sich der Gesamtbestand über einen Zeitraum von 10 Jahren (5 vor und 5 nach 2008) mit 30 Prozent verringert. Sie listet den Eigentlichen Bärenkuskus als gefährdet (Vulnerable).

## Belege
1. ↑  Don E. Wilson, DeeAnn M. Reeder (Hrsg.): Mammal Species of the World. A taxonomic and geographic Reference. 3. Auflage. 2 Bände. Johns Hopkins University Press, Baltimore MD 2005, ISBN 0-8018-8221-4 (englisch, Ailurops ursinus).
2. 1 2 3 4  Bear cuscus auf ARKive.org (Memento vom 14. November 2017 im Internet Archive)
3. 1 2 3 4  Tawny Seaton: Bear cuscus im Animal Diversity Web der University of Michigan Museum of Zoology. 2002. Abgerufen: 28. November 2017.
4. 1 2  Ailurops ursinus in der Roten Liste gefährdeter Arten der IUCN 2016. Eingestellt von: Salas, L., Dickman, C., Helgen, K. & Flannery, T., 2008. Abgerufen am 28. November 2017.